# 五十嵐かおる
五十嵐 かおる（いがらし かおる、1976年 1月5日 - ）は、日本の漫画家。新潟県出身。血液型はB型。

## 来歴・人物
1999年、小学館の『ちゃおDX』夏の増刊号にて掲載された、「はっぴい2フェスティバル」でデビュー。
『ちゃお』で作品を発表し始めた当初はギャグ要素の強いコメディー系の作品が中心だったが、いずれの作品も長期連載には至らなかった。その後、作品の内容を問題提起型や、社会風刺系のものに移行。こげどんぼ*と仕上げてた。
2005年からは主に『ちゃおデラックス』でいじめ問題に関する作品（詳しくは『いじめシリーズ』）を発表している。
同年、同じく『いじめシリーズ』として武内昌美にて刊行された、小説『いじめ-もう涙はいらない-』（かおるは原作・イラストを担当）は、全国学校図書館協議会選定図書に指定された。

## 刊行作品

### コミックス
- 雪ん子!!
- バクレツ★歌姫21
- ユウキらぶエール
- 未来Pureボイス（全2巻）
- 魔的★♦♣がーるふれんど（全2巻）
- らぶりー・デコレーション!!
- 終わらない歌を歌おう!
- いじめシリーズ

いじめ -ひとりぼっちの戦い-
いじめ -生地獄からの脱出-
いじめ -見えない悪意-
いじめ -勇気をください-
いじめ -静かな監獄-
いじめ -叶わない望み-
いじめ -凍りついた教室-
いじめ -光と影-
いじめ -タカラサガシ-
いじめ -いびつな心-
いじめ -かりそめの教室-
いじめ -心の傷跡-
いじめ -願い叶う日まで-
いじめ -涙の選択-
いじめ -終わらないゲーム-
いじめ -冷たい手のひら-
いじめ -願いのかけら-
いじめ -旅立ちの朝-
- 学園クライシス!
- 06：04 ～ロクヨン～

### オムニバス作品
- あなたの知らない世界
- 悪魔の館へようこそ
- 眠れぬ夜の物語
- 問題提起シリーズ ともだち

### 挿絵・イラスト
- 著者:武内昌美

いじめ -もう涙はいらない-
いじめ -負けない勇気-
いじめ -心の星を信じて-
いじめ -いつわりの楽園-
いじめ -学校という名の戦場-
いじめ -明日へのキズナ-
いじめ -残酷な放課後-
いじめ -過去へのエール-
いじめ -引き裂かれた友情-
いじめ -うつろな絆-
いじめ ｰ友達という鎖ｰ
いじめ ｰ行き止まりの季節ｰ
いじめ ｰ闇からの歌声ｰ
いじめ ｰ勇気の翼ｰ
いじめ ｰ希望の歌を歌おうｰ
いじめ -女王のいる教室-